# Куреш, Михаил Фёдорович
Михаил Фёдорович Куреш (1910—1972) — советский военачальник, военный лётчик, участник Великой Отечественной войны, командир истребительных авиационных соединений ВВС, генерал-майор авиации (11.05.1949).

## Биография
Родился 18 мая 1910 года[по какому календарю?] в городе Холм Холмского уезда Люблинской губернии Царства Польского. Украинец.
В Красной армии — с декабря 1929 года. Окончил 7-ю военную школу летчиков в Сталинграде в 1932 году, курсы усовершенствования командиров и начальников штабов авиадивизий при Военно-воздушной академии в 1946 году, авиационный факультет Высшей военной академии Генерального штаба имени К. Е. Ворошилова в 1950 году.
До службы в армии работал на заводе сельхозмашин в Херсоне. После призыва в Красную армию направлен в 7-ю военную школу летчиков в Сталинград, после окончания которой в 1932 году служил младшим летчиком в 95-м авиаотряде в Житомире. С апреля 1933 года — в 116-й авиационной эскадрильи Московского военного округа в Люберцах. С лета этого же года эскадрилья перебазирована на Дальний Восток и переименована в 31-ю истребительную эскадрилью. Здесь занимал должности старшего летчика и командира звена. С мая 1937 года переведен в Хабаровск во 2-ю учебную эскадрилью, где командовал отдельным отрядом.
С июня 1938 года — командир эскадрильи 47-го истребительного авиационного полка. 22 июня уволен в запас, где работал в ГВФ командиром звена в Омске. В августе 1939 года восстановлен в кадрах и назначен командиром звена в 27-й истребительный авиационный полк ВВС Московского военного округа в город Клин. В мае 1941 года переведен в Люберцы помощником командира 34-го истребительного авиационного полка.
Начало войны полк встретил в составе 6-го истребительного авиакорпуса ПВО Московской зоны ПВО и вступил в боевые действия против фашистской Германии и её союзников на самолётах МиГ-3 и И-16. Осуществлял прикрытие города и военных объектов Москвы с воздуха, помимо выполнения задач ПВО вылетал на прикрытие своих войск, штурмовку войск противника, действуя в интересах командования наземных фронтов. В начале августа М. Ф. Куреш назначен командиром формирующегося в составе 6-го истребительного авиакорпуса ПВО на аэродроме Суково (Московская область) 35-го истребительного авиационного полка. В конце августа полк переброшен под Ленинград с задачей прикрытия железнодорожного участка перегона от Волхова до Ленинграда. С прорывом противника к Шлиссельбургу полк находился непосредственно в Ленинграде и выполнял задачи по прикрытию города от налетов немецкой авиации. В сентябре в групповом воздушном бою был сбит, получил ранение, приземлился на парашюте и продолжил командование полком, отказавшись от госпитализации.
В октябре 1941 года полк убыл с фронта на пополнение в Люберцы, где на основе материальной части и одной эскадрильи лётчиков 565-го истребительного полка полк был переформирован. В конце октября 1941 года полк прибыл в Воронеж, где базировался на аэродроме Осоавиахима на улице Хользунова. Задачей полка было прикрытие Воронежа, сосредоточения войск на железнодорожном узле Валуйки, участка железной дороги Валуйки — Купянск, а также узлов Касторное, Лиски, Левая Россошь. C января 1942 года ведёт бои: в районе Песковатки, Липецка, Латной, Касторное, Воронежа, Новохопёрска, Коротояка. Так 4 июля 1942 года отражает налёт бомбардировщиков в районе Масловки, 5 июля 1942 года ведёт бой над Воронежем. С августа 1942 года до 1943 года в том числе вылетает на подступы к Сталинграду в район Калача, Верхнего Мамона. В июле 1942 года перебазировался дальше от линии фронта, оставив много неисправных МиГ-3, в связи с чем доукомплектовывался различными типами самолётов: Як-1, И-16, И-153, ЛаГГ-3. С июля 1942 года главной задачей полка была охрана железной дороги Балашов — Поворино — Сталинград. С июля 1942 года полк базируется на аэродроме Дуплятка вблизи Борисоглебска.
В октябре 1942 года майор Куреш назначен заместителем командира 101-й истребительной авиационной дивизии ПВО. Оперативно подчиняясь Воронежско-Борисоглебскому дивизионному району ПВО, дивизия действовала в интересах Воронежского фронта. При подготовке к контрнаступлению под Сталинградом дивизия привлекалась для решения задачи по прикрытию войск и объектов в полосе разворачивающегося Юго-Западного фронта. В апреле 1943 года дивизия участвовала в освобождении Курска. В июне 1943 года дивизия переформирована в 9-й истребительный авиационный корпус ПВО, а подполковник Куреш назначен заместителем командира корпуса. В октябре 1943 года переведен командиром 104-й истребительной авиационной дивизии ПВО в Архангельск. Полки дивизии прикрывали порт и пути движения караванов союзников. В декабре 1944 года вступил в командование 124-й истребительной авиационной дивизией ПВО, штаб которой базировался в Резекне Латвийской ССР.
После войны в сентябре 1945 года направлен на учёбу на курсы усовершенствования командиров и начальников штабов авиадивизий при Военно-воздушной академии, по окончании которых назначен командиром 126-й истребительной авиационной дивизии ПВО в Батуми. С ноября 1948 года на учёбе в Высшей военной академии Генерального штаба имени К. Е. Ворошилова, затем командовал с декабря 1950 года 38-м истребительным авиационным корпусом 48-й воздушной армии. С декабря 1953 года — заместитель командира 72-го гвардейского истребительного авиационного корпуса. С апреля 1955 года — ВРИД начальника боевой подготовки 42-й воздушной истребительной армии ПВО, с июня 1957 года — заместитель командующего Уральской армией ПВО по боевой подготовке. С 12 апреля 1960 года — в запасе.
Умер в Киеве 18 ноября 1872 года.

## Награды
- 3 ордена Красного Знамени;
- Орден Красной Звезды;
- Медаль «За оборону Ленинграда» (20.05.1944)[3]
- Медали.